# Trưng cầu dân ý Quốc gia Việt Nam 1955

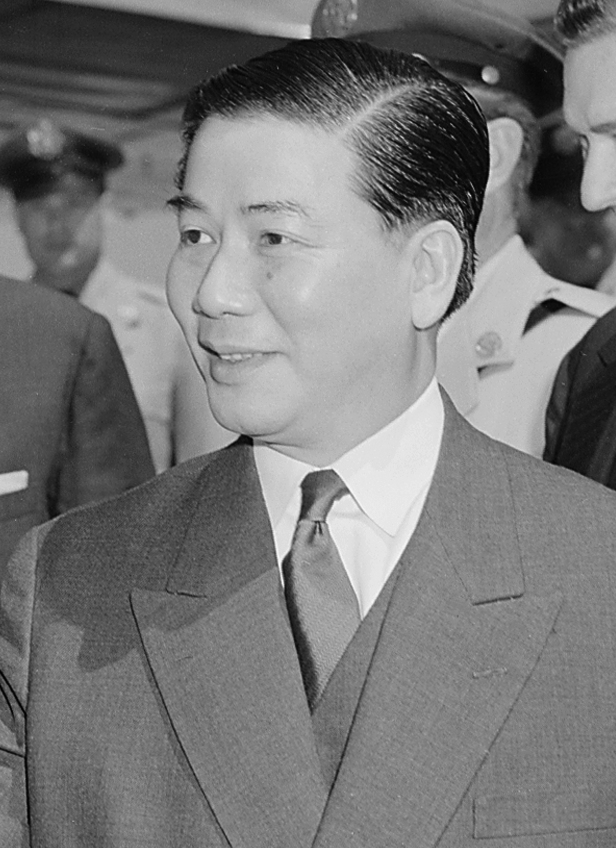
Ngô Đình Diệm tự phong làm tổng thống Việt Nam Cộng hòa mới thành lập sau cuộc trưng cầu dân ý đầy rẫy gian lận.

Cuộc trưng cầu dân ý Quốc gia Việt Nam năm 1955 đã quyết định hình thức chính phủ trong tương lai của Quốc gia Việt Nam và Việt Nam Cộng hòa sau này. Cuộc trưng cầu giữa hai phe, một bên là Thủ tướng Ngô Đình Diệm, người đề nghị một nền Cộng hòa, bên còn lại là cựu Hoàng đế Bảo Đại, người đã thoái vị vào năm 1945 — lúc cuộc trưng cầu dân ý được tổ chức, ông giữ chức nguyên thủ quốc gia.
Dù kết quả được công bố cho thấy Diệm thắng cử 98.9% số phiếu, cuộc trưng cầu được ghi nhận đầy rẫy gian lận bầu cử. Ở thủ đô Sài Gòn, Diệm được công bố là đã giành hơn 600.000 số phiếu, dù chỉ 450.000 người nằm trong danh sách bỏ phiếu. Ông cũng được công bố là đã giành được hơn 90% số phiếu bầu từ những cử tri đã đăng ký, thậm chí ở cả những khu vực nông thôn, nơi mà các nhóm đối lập đã ngăn chặn việc bỏ phiếu.
Cuộc trưng cầu dân ý là giai đoạn cuối cùng của cuộc tranh giành quyền lực giữa Bảo Đại và Ngô Đình Diệm. Bảo Đại không ưa Diệm và thường xuyên làm suy yếu quyền lực của ông ta, bổ nhiệm ông ta chỉ để làm cầu nối xin Mỹ viện trợ. Vào thời điểm đó, đất nước đang trải qua một thời kỳ bất ổn, vì Việt Nam bị phân chia tạm thời theo Hiệp định Genève năm 1954 sau khi kết thúc Chiến tranh Đông Dương lần thứ nhất. Quốc gia Việt Nam kiểm soát nửa Nam của đất nước, chờ đợi một cuộc tổng tuyển cử toàn quốc với mục tiêu tái thống nhất đất nước dưới một Chính phủ chung. Tuy nhiên, Quân đội Quốc gia Việt Nam không kiểm soát hoàn toàn lãnh thổ miền Nam Việt Nam; các nhóm Cao Đài và Hoà Hảo đều có chính quyền riêng ở nông thôn và có các đội quân riêng, trong khi nhóm tội phạm có tổ chức Bình Xuyên kiểm soát đường phố Sài Gòn. Bất chấp sự ảnh hưởng của các nhóm này, của Bảo Đại, và thậm chí của các quan chức Pháp, Diệm đã khuất phục được các đội quân này và củng cố sự kiểm soát đối với đất nước vào giữa năm 1955.
Cảm thấy được khuyến khích sau những thắng lợi này, Diệm bắt đầu lập kế hoạch lật đổ Bảo Đại. Diệm lên lịch cuộc trưng cầu dân ý vào ngày 23 tháng 10 năm 1955 và đẩy Bảo Đại ra khỏi chính trường, bằng cách cản trở và phá hoại việc ứng cử của cựu Hoàng đế. Trong khoảng thời gian trước cuộc bầu cử, các cuộc vận động bầu cử ủng hộ Bảo Đại bị cấm, trong khi chiến dịch bầu cử của Diệm tập trung vào việc phê phán cá nhân chống lại Bảo Đại. Điều này bao gồm tranh biếm hoạ khiêu dâm và tin đồn chưa được xác thực rằng ông là con hoang, và có mối quan hệ với nhiều tình nhân. Giới truyền thông do chính phủ kiểm soát đã tấn công luận chiến chống lại Bảo Đại, và cảnh sát đến từng nhà cảnh báo người dân về hậu quả của việc không bỏ phiếu cho Diệm. Sau khi em trai ông, Ngô Đình Nhu thao túng kết quả để Diệm chiến thắng, ông tự phong làm tổng thống chính phủ Việt Nam Cộng hoà mới thành lập.

## Bối cảnh
Sau khi quân Pháp thua ở Điện Biên Phủ năm 1954, Hiệp định Genève được ký kết, dẫn đến một nước Việt Nam chia làm đôi. Quốc gia Việt Nam do Pháp hậu thuẫn, với cựu Hoàng đế Bảo Đại lãnh đạo, tạm thời kiểm soát phần phía Nam vĩ tuyến thứ 17, còn Việt Minh của Hồ Chí Minh giữ miền Bắc với tên gọi Việt Nam Dân chủ Cộng hòa, do Hồ Chí Minh tuyên bố thành lập năm 1945. Hiệp định nói rằng sẽ có các cuộc tổng tuyển cử toàn quốc vào năm 1956 để thống nhất đất nước dưới một chính phủ chung. Tháng 7 năm 1954, trong khoảng thời gian chuyển giao, Bảo Đại bổ nhiệm Diệm làm Thủ tướng Quốc gia Việt Nam.
Ngày 11 tháng 10 năm 1954, Ủy ban Kiểm soát Quốc tế đóng cửa biên giới sau thời gian 300 ngày cho phép đi lại tự do giữa hai nửa Việt Nam. Theo Hiệp định Genève, quân nhân chống cộng buộc phải di cư xuống miền nam, trong khi lực lượng Cộng sản tập kết ra bắc. Dân thường được di chuyển tự do đến miền nào họ ưa thích. Trong 300 ngày đó, Diệm và cố vấn CIA, Đại tá Edward Lansdale, tiến hành vận động thuyết phục người dân di cư xuống Việt Nam Cộng hoà. Chiến dịch đặc biệt tập trung thuyết phục tín đồ Công giáo Việt Nam—những người sau này sẽ cho Diệm một nền tảng quyền lực vào những năm sau đó—bằng khẩu hiệu "Chúa đã vào Nam". Khoảng 800.000 và 1.000.000 người đã di cư xuống miền Nam, hầu hết là tín đồ Công giáo. Đầu năm 1955, Đông Dương thuộc Pháp tan rã, Diệm tạm thời kiểm soát miền Nam.
Vào thời điểm đó, Diệm không có quyền lực ngoại trừ bên trong cánh cổng dinh thự của mình. Bảo Đại ít tin tưởng ông và ủng hộ ông rất ít do hai người từng xung đột với nhau trong quá khứ, khi Diệm thôi làm Bộ trưởng Nội vụ cho Bảo Đại hai thập kỷ trước đó vì cho rằng nguyên thủ quốc gia yếu ớt và kém cỏi. Nhiều sử gia nghĩ rằng Bảo Đại chọn Diệm vì ông có khả năng thu hút ủng hộ và viện trợ từ Mỹ. Trong thời gian di cư, Quân đội viễn chinh vùng Viễn Đông của Pháp vẫn còn hiện diện ở miền Nam Việt Nam. Điều này gây căng thẳng giữa Pháp và Quốc gia Việt Nam. Diệm, là một người theo chủ nghĩa dân tộc mãnh liệt, ghét người Pháp, khiến họ cũng ghét lại Diệm, bằng cách mong ông sụp đổ, thậm chí kêu gọi bãi chức ông vào một vài lần.
Diệm phải đối mặt với nhiều thách thức quyền lực từ bốn nhóm nữa. Đạo Hòa Hảo và Cao Đài đều có quân đội riêng lần lượt kiểm soát Đồng bằng sông Cửu Long và khu vực phía tây Sài Gòn. Bình Xuyên là một nhóm tội phạm vũ trang có tổ chức, kiểm soát nhiều phần Sài Gòn với quân đội tư nhân có quân số tới 40.000 người, trong khi Việt Minh vẫn có ảnh hưởng ở hầu hết vùng nông thôn. Quân đội Quốc gia Việt Nam (QĐQGVN) của Diệm do Tướng quân Nguyễn Văn Hinh chỉ huy; ông là công dân Pháp ghét Diệm và thường xuyên chống lệnh của Diệm. Bảo Đại bán giấy phép hoạt động của cảnh sát quốc gia cho Bình Xuyên, về mặt cơ bản đã giao quyền quản lý cảnh sát cho tổ chức tội phạm này.
Trong bối cảnh người Pháp và Hoa Kỳ ngày càng nghi ngờ về khả năng cai trị ổn định của ông, Diệm đã chấm dứt sự hoài nghi này vào tháng 4 năm 1955. Ông đã ra lệnh cho Bình Xuyên phải từ bỏ quyền kiểm soát Cảnh sát Quốc gia và phải phục tùng dưới sự chỉ huy của ông bằng cách hợp nhất vào QĐQGVN hoặc giải tán, đe dọa sẽ tiêu diệt họ nếu họ từ chối. Ông đã hối lộ các chỉ huy Hòa Hảo và Cao Đài để gia nhập QĐQGVN, dần dần dẫn đến việc một số chỉ huy và đơn vị của họ đào tẩu, trong khi những người khác tiếp tục lãnh đạo lực lượng của họ chống lại Sài Gòn. Bình Xuyên bất chấp tối hậu thư của Diệm. Ngày 27 tháng 4, QĐQGVN phát động Trận Sài Gòn. Sau một trận chiến ngắn ngủi nhưng dữ dội khiến từ 500 đến 1.000 người chết và khoảng 20.000 người mất nhà cửa, quân Bình Xuyên đã bị tiêu diệt. Diệm đã lấy lại cả niềm tin của Hoa Kỳ và quyền kiểm soát cảnh sát. Đám đông hân hoan đã ca ngợi Diệm và tố cáo Bảo Đại, người đã cố gắng cách chức ông giữa trận chiến để ngăn ông dẹp quân Bình Xuyên. Ngoài ra, Tướng Paul Ely, người đứng đầu quân Pháp tại Việt Nam, đã cố gắng ngăn cản Diệm; quân của ông đã chặn đường ngăn lại QĐQGVN và cung cấp thông tin tình báo cho Bình Xuyên.
Phấn khởi trước những thắng lợi của mình, và được thúc đẩy bởi lòng căm thù ngày càng tăng đối với cả người Pháp và Bảo Đại sau những nỗ lực của họ nhằm ngăn chặn ông ta tiêu diệt Bình Xuyên, Diệm trở nên tự tin hơn khi tiếp tục củng cố quyền lực của mình. Vào ngày 15 tháng 5, Diệm bãi bỏ Đội Cận vệ Hoàng gia của Bảo Đại; 5.000 người này đã trở thành Trung đoàn Bộ binh 11 và 42 của QĐQGVN. Sau đó, Diệm tước đoạt những vùng đất quan địa (lãnh thổ do quân vương sở hữu) rộng lớn của Bảo Đại. Vào ngày 15 tháng 6, Diệm yêu cầu Hội đồng Hoàng gia tại Huế tuyên bố tước bỏ quyền lực của Bảo Đại, và rằng ông, Diệm, sẽ được phong làm tổng thống. Những người thân của Bảo Đại đã lên án ông vì đã thoái vị chức nguyên thủ quốc gia, và vì mối quan hệ của ông với Pháp và Bình Xuyên. Các nhà sử học suy đoán rằng gia đình hoàng gia đã đồng ý lật đổ Bảo Đại để Diệm không tịch thu tài sản của họ.

## Việc tổ chức cuộc trưng cầu dân ý

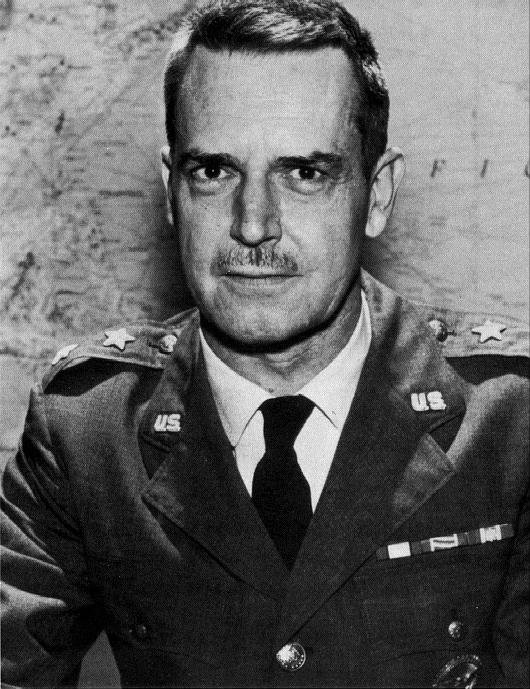
Đại tá Edward Lansdale, người giúp tư vấn cuộc vận động của Diệm

Ngày 7 tháng 7 năm 1955, kỷ niệm tròn năm thứ nhất việc bổ nhiệm làm thủ tướng, Diệm công bố rằng cuộc trưng cầu dân ý toàn quốc sẽ tổ chức để quyết định tương lai đất nước, ngày 16 tháng 7 thông báo ý định không tham gia bầu cử tái thống nhất: "Chúng tôi sẽ không bị Hiệp ước [Genève] ký kết ngược với nguyện vọng nhân dân Việt Nam bó buộc."
Diệm cho rằng phe Cộng sản sẽ không bao giờ cho phép bầu cử tự do ở miền Bắc nên Việt Nam phải tự tìm đường và thành lập quốc gia phi cộng sản riêng, báo chí Sài Gòn đồng ý, xuất bản bài báo công kích bầu cử với phe Cộng sản dối trá, gian lận và vô nghĩa; lúc ấy miền Bắc có dân số cao hơn miền Nam. Một tháng trước, Thủ tướng Bắc Việt Phạm Văn Đồng gửi thư đến Sài Gòn đề nghị bắt đầu đàm phán về các vấn đề cụ thể của cuộc bầu cử, dù Mỹ thà né cuộc bầu cử vì lo ngại thắng lợi của phe Cộng sản, nhưng mong rằng Diệm sẽ tham gia đàm phán về vấn đề kế hoạch, đợi Bắc Việt phản đối đề nghị mà đổ lỗi cho Hồ Chí Minh vi phạm Hiệp định Genève. Trước đấy Mỹ khuyên bảo Diệm khi đó vẫn đang chống lệnh Bảo Đại, rằng viện trợ có tiếp tục hay không phụ thuộc vào việc Diệm thành lập được cơ sở pháp lý để đoạt quyền quốc trưởng.
Ngày 6 tháng 10 năm 1955, Diệm công bố rằng cuộc trưng cầu sẽ tổ chức vào ngày 23 tháng 10, nam nữ từ 18 tuổi trở lên có thể bỏ phiếu, chính phủ sắp xếp cho có một trạm bỏ phiếu mỗi 1,000 dân bầu đăng ký. Bảo Đại dành phần lớn thời gian ở Pháp, ủng hộ chế độ Quân chủ, trong khi Diệm có chương trình tranh cử cho chế độ Cộng hòa. Theo sử gia Jessica Chapman, chỉ có hai lựa chọn, "hoặc hoàng đế lỗi thời hoặc thủ tướng kém phổ biến Ngô Đình Diệm." Khi công bố cuộc trưng cầu dân ý, Diệm diễn tả quyết định là dựa theo lòng ưa chuộng dân chủ và bất mãn đại chúng với chế độ Bảo Đại, viện dẫn hàng loạt thư thỉnh nguyện từ các nhóm xã hội, tôn giáo và chính trị khác nhau kêu gọi tổ chức công quyết để phế truất Bảo Đại mà quả quyết rằng được những tư trào "dân chủ và chính đáng" này khích lệ. Lansdale cảnh cáo Diệm đừng gian lận bầu cử, tự tin rằng Diệm sẽ thắng trong cuộc bỏ phiếu tự do: "Trong khi tôi vắng mặt, tôi không muốn thình lình đọc rằng ông thắng 99.99%. Tôi sẽ biết rằng có gian lận." Quan chức Mỹ nghĩ rằng trong cuộc bỏ phiếu công bằng thì Diệm sẽ thắng với số phiếu giữa 60% và 70%.
Theo Hiệp định Élysée và luật thành lập Quốc gia Việt Nam vào năm 1949, vị trí quốc trưởng của Bảo Đại không phải lâu dài cũng không vô hạn, bấy giờ chủ quyền suy định thuộc về nhân dân mà Bảo Đại chỉ là đường dẫn; hậu quả là cuộc trưng cầu dân ý tự nó hợp pháp. Diệm không được bầu giữ chức vụ Thủ tướng nên thấy cuộc bỏ phiếu là cơ hội từ chối cáo buộc của đối thủ rằng ông phi dân chủ và chuyên chế, sự kiện cũng cho phép Diệm tăng cường thanh thế bằng cách đánh bại Bảo Đại trong cuộc tranh đấu trực tiếp. Có đồng ý trước rằng trước tiên Quốc hội sẽ bầu lên, nhưng Diệm vẫn tiến hành cuộc bỏ phiếu, nghĩa là sẽ có toàn quyền nếu phế truất được Bảo Đại trước khi cơ quan lập pháp thành lập.
Tùy viên ngoại giao Mỹ lo rằng việc này sẽ được coi là thâu tóm quyền lực bởi Diệm vừa đang tổ chức, thúc đẩy cuộc bỏ phiếu vừa là ứng viên, Mỹ nhận xét cơ quan lập pháp nên thành lập trước và nên giám sát cuộc trưng cầu dân ý, nhưng Diệm phớt lờ lời khuyên. Đại sứ G. Frederick Reinhardt báo Washington rằng Diệm không hề có ý định cho phe đối lập cơ hội cạnh tranh công bằng và báo chí nước ngoài viết nhiều về việc các công bố dân chủ của Diệm đều giả dối, Bộ ngoại giao đồng ý và quyết định không khen ngợi cuộc bỏ phiếu là thực thi dân chủ, lo sợ thu hút phản ứng tiêu cực với chính sách ngoại giao. Tuy nhiên, quan chức Mỹ ở Việt Nam vẫn hài lòng với cuộc bỏ phiếu, vì thấy là cơ hội củng cố Việt Nam và tránh thất bại trước Cộng sản, xét rằng mô hình Cộng hòa thì vững chắc hơn.
Có biểu lộ khinh thị cuộc bầu cử tái thống nhất năm 1956, Diệm thấy cuộc trưng cầu dân ý là bước đầu tiên trong việc thành lập chính phủ lâu dài để trị vì Việt Nam, nói nhiều lần rằng việc thành lập cơ quan lập pháp cùng hiến pháp cho quốc gia mới sẽ đến sau cuộc bỏ phiếu.
Đồn rằng Diệm thấy cuộc trưng cầu dân ý là cơ hội hợp thức hóa ông như một biểu tượng dân chủ của Việt Nam để có thể trình bày và biện hộ việc từ chối tham gia cuộc bầu cử tái thống nhất, là cuộc đấu tranh của tự do với chuyên chế Cộng sản. Diệm quả quyết rằng Việt Nam cuối cùng sẽ tái thống nhất đất nước thành chính phủ dân chủ và giải phóng đồng bào miền Bắc khỏi áp bức Cộng sản, ca tụng cuộc bỏ phiếu là bước đầu trong quá trình phát triển dân chủ. Giới ủng hộ dùng làm công cụ biện hộ việc phế truất Bảo Đại, viện dẫn quyết định trong quá khứ của Bảo Đại mà theo họ thì thân Cộng sản.
Một trong những điểm chính của Diệm là cuộc trưng cầu dân ý sẽ mở ra thời kỳ dân chủ chưa từng thấy: "Đây sẽ chỉ là bước đầu tiên của nhân dân ta trong việc hành xử tự do quyền lợi chính trị." Ngày trước bỏ phiếu, Diệm nói: "Ngày 23 tháng 11 này, lần đầu tiên trong lịch sử đất nước, đàn ông phụ nữ ta sẽ hành xử một trong những quyền lợi công dân cơ bản của dân chủ, là quyền bỏ phiếu." Có thông cáo chính phủ bốn ngày trước: "Hỡi đồng bào, hãy quả quyết thi hành nguyện vọng của mình! Tiến bước trên con đường Tự do, Độc lập và Dân chủ!"

## Cuộc vận động của hai bên
Diệm chỉ đạo cấm các cuộc vận động cho Quốc trưởng, quân đội và cảnh sát quốc gia thi hành lệnh cấm hoạt động thân Bảo Đại và phản Diệm. Cảnh sát đến từng nhà giải thích hậu quả của việc không bỏ phiếu và tổ chức buổi họp ở các làng nông thôn, nói với người dân bằng loa phát thanh. Về cơ bản thì đường lối tấn công của Diệm là miêu tả Bảo Đại là người hay chơi gái, say rượu, đam mê ăn chơi trụy lạc mà thờ ơ với vấn đề của dân chúng. Chế độ quân chủ Việt Nam xây dựng theo Nho giáo và Thiên mệnh, Diệm cho rằng Bảo Đại đã mất mệnh trời bằng lối sống đồi trụy. Theo Joseph Buttinger, người khi đó đang ở Việt Nam làm tương lý cho tổ chức International Rescue Committee, phương pháp được Diệm dùng để thao túng cuộc bỏ phiếu là "thái quá". Donald Lancaster, nhà báo theo dõi việc bỏ phiếu nói "trong khi Bảo Đại không cơ hội tự biện hộ cho bản thân, báo chí do Chính phủ kiểm soát tiến hành chôn vùi ông bằng những bài xúc phạm thô bỉ." Sau này, Diệm cấm Bảo Đại bước chân vào Quốc gia Việt Nam.
Phe Ngô Đình Diệm thường tuyên truyền hình ảnh của Bảo Đại gồm chiếc phao kiểu đám rước của ông, diễu hành trên đường phố Sài Gòn, có túi tiền vắt lên vai, bộ bài Tây trong tay, phụ nữ tóc vàng khỏa thân cùng chai Cognac trong cánh tay, ám chỉ tai tiếng xa xỉ, cờ bạc và mê gái của Bảo Đại. Đặc biệt, chi tiết tóc vàng chế nhạo rằng Bảo Đại thích tình nhân châu Âu mà ông gặp ở vùng Côte d'Azur, Pháp. Hình nộm Bảo Đại có ông Pháp nhét vàng vào túi, ám chỉ "lòng yêu nước" của ông. Áp phích và hình nộm gán Bảo Đại với đầu heo được cho phát hành, trong khi các tờ báo nổi tiếng viết và khuyến khích người dân hát các bài ca xúc phạm Bảo Đại. Trên tường và các phương tiện giao thông công cộng đều có dán đầy khẩu hiệu, bao gồm "coi chừng thú vui cờ bạc, gái, rượu và bơ sữa của hoàng đế Bảo Đại độc ác, ai ủng hộ ông thì tất nhiên phản quốc." Ngoài nói về lối sống xa xỉ, còn có các khẩu hiệu khác như "Bảo Đại, hoàng đế bù nhìn bán nước" và "Bảo Đại, chủ tể sòng bạc, lầu xanh", ám chỉ sự mềm yếu với Cộng sản. Nhiều đoạn ghi âm lăng mạ Bảo Đại bằng lời, tố ông phản quốc và tham nhũng được phát trong những buổi phát thanh.
Báo chí do chính phủ kiểm soát của Diệm chôn vùi Bảo Đại bằng hoạt loạt bài tấn công vào danh dự, các ấn bản đặc biệt của báo chuyên chú tường thuật tiểu sử của cựu hoàng đế một cách chua cay, cho phép Diệm chê trách Bảo Đại bằng nhiều tình tiết tục tĩu hơn so với khẩu hiệu đơn thuần. Việc bắt đầu vào tháng 8 khi tờ báo hằng ngày Thời Đại bắt đầu xuất bản chuỗi bài dài ba tuần gieo rắc nhiều chi tiết vô căn cứ và thóa mạ về đời sống của Bảo Đại, do biên tập viên Hồng Vân viết, gọi Bảo Đại là "con gián bán nước cầu vinh." Vân cho rằng Bảo Đại là con hoang của Hoàng đế Khải Định, rằng Khải Định vô sinh và cưới phi tần sau sau đó nhận con phi tần với người đàn ông khác làm con mình. Tờ báo miêu tả Bảo Đại "lớn nhưng ngô nghê, có nhiều con và rất thích gái" trong khi Khải Định không thoải mái quanh phụ nữ, ám chỉ rằng tính tình khác nhau không hợp với huyết thống chung. Lợi dụng phong trào chống Pháp, tờ báo chuyển sang bàn về tuổi thơ ở Bảo Đại ở Pháp, cho rằng ông mê gái từ khi là thiếu niên bởi lối dạy dỗ châu Âu. Bảo Đại sau nay cưới công dân Pháp gốc Việt nuôi từ nhỏ làm tín đồ Công giáo, là Hoàng hậu Nam Phương, bài báo tố bà là gián điệp Pháp và đối xử tệ bạc với mẹ, khuyết điểm nhân cách nghiêm trọng vì Nho giáo coi trọng việc tôn kính bề trên. Hồng Vân tiếp tục cho rằng chuỗi tình nhân Pháp của Bảo Đại là dấu hiệu quan chức thuộc địa thành công trong việc dùng tình dục để biến Quốc trưởng thành bù nhìn Pháp.
Ngoài phỉ báng Bảo Đại là kẻ tham ăn và cuồng dâm, Diệm cũng tấn công lòng yêu nước của Quốc trưởng, chỉ trích vì quá mềm yếu khi giao thiệp với chính quyền thực dân Pháp và vì làm Quốc trưởng Đế quốc Việt Nam, chính phủ bù nhìn do Đế quốc Nhật Bản thành lập sau khi xâm lược trong Thế chiến thứ hai. Diệm cũng tố Bảo Đại nhượng một nửa đất nước cho Cộng sản, dù Việt Minh đã giành được hơn một nửa diện tích trên chiến trường và Diệm cho rằng cựu Hoàng đế không có lựa chọn, nhưng phía Diệm vẫn tả ông bất tài và không muốn nhận trách nhiệm.
Đỉnh điểm của vận động báo chí là bài tiếu lâm khiêu dâm châm biếm tên là "Câu chuyện Bảo Đại", tóm gọn những điều miêu tả nhục nhã của Quốc trưởng do tờ Thời Đại xuất bản trong những tuần trước, đăng ngày 19 tháng 10, bốn ngày trước cuộc bỏ phiếu. Bức hình có bức vẽ khỏa thân của Bảo Đại và các tình nhân, cơ quan sinh dục lộ rõ ràng, bao gồm một khung ảnh cho thấy tình nhân tóc vàng trần truồng nhảy điệu khiêu dâm cho quốc trưởng.
Ngược lại, Diệm thì được miêu tả là "anh hùng nhân dân" và "cha già dân tộc", khẩu hiệu kêu gọi nhân dân bỏ phiếu ủng hộ thủ tướng bởi "ủng hộ Ngô Đình Diệm cách mạng là xây dựng xã hội phúc lợi, công bằng." Những khẩu hiệu miêu tả Diệm là yêu nước và chống Cộng, rằng "giết cộng, phế vương và đánh thực là nghĩa vụ công dân ở Việt Nam Tự do."
Diệm dùng kế hoạch giáo dục phổ thông của Bộ thông tin làm công cụ chính trị đảng phái, thay vì đơn thuần giải thích quá trình dân chủ thì lại tán dương Diệm và đồng minh. Sau khi giải thích dân chủ là gì, cuốn sách đưa ra lý do tại sao phế truất quốc trưởng là việc cần thiết, giới thiệu quyền hành Quốc trưởng xong thì khen ngợi Diệm là nhà chống Cộng có thể bảo vệ nhân dân tự do trong khi giải thích nguyên nhân Bảo Đại không thể lãnh đạo, rằng ông không được cộng đồng quốc tế tôn trọng.
Ngày 15 tháng 10, Bảo Đại đăng công bố phản đối cuộc trưng cầu dân ý, cố nài nỉ chính phủ Pháp, Anh, Mỹ, Ấn Độ và thậm chí Liên Xô không công nhận Diệm, quả quyết rằng ông ta là trở ngại cho việc tái thống nhất Việt Nam theo Hiệp định Genève. Bảo Đại tố cáo cuộc trưng cầu dân ý là " không hợp với ý nguyện sâu sắc của nhân dân Việt nam hoặc sự nghiệp hòa bình chung." Ngày 18 tháng 10, Bảo Đại thực hiện một nỗ lực trong vô vọng, chính thức miễn chức Diệm, ngày hôm sau chỉ trích "những chiêu trò chuyên chế" của "chế độ độc tài" Diệm và cảnh báo nhân dân Việt Nam về "chế độ mà cuối cùng sẽ dẫn họ đến đổ nát, đói kém và chiến tranh." Bảo Đại tố Diệm cố kích động Pháp xung đột với Mỹ, thời gian trước cuộc bỏ phiếu nói: "tôi thậm chí có thể thuật cho bạn số phiếu thuận mà ông Diệm quyết định đắc."

## Phe đối lập khác
Việc tổ chức bầu cử được tiền nước ngoài trợ cấp, chính phủ Mỹ và các hội từ thiện công giáo Mỹ mỗi bên đóng góp 2 triệu USD. Ba Cụt, lãnh đạo giáo phái Hòa Hảo, phân phát truyền đơn tố cáo Diệm là con rối Mỹ, lấy kinh phí nước ngoài làm bằng chứng và cho rằng Diệm sẽ "Công giáo hóa" đất nước. Đảng xã hội chủ nghĩa Việt Nam có quan hệ với Hòa Hảo cho rằng Diệm "hối lộ giới lao động và học sinh trẻ ủng hộ Diệm làm quốc trưởng và phế truất Bảo Đại" bằng kinh phí bầu cử Mỹ. Lãnh đạo Hòa Hảo khác, Tướng quân Trần Văn Soái, chỉ trích chính quyền phi dân chủ của Diệm và tuyên bố cuộc trưng cầu dân ý phi pháp, kêu gọi "các nước bạn bè và nhân dân Việt Nam chớ tin chiêu trò chính trị này". Diệm trước đấy nói với một bộ trưởng rằng chỉ có một chính đảng, và tiến hành đàn áp phe đối lập bằng vũ lực, đối thủ cho rằng lời nói Diệm về giá trị dân chủ là rỗng tuếch.

## Hậu cần và bỏ phiếu
Lansdale khuyên Diệm nên in phiếu của mình màu đỏ, trong khi của Bảo Đại thì màu xanh, ở Việt Nam màu đỏ là màu may mắn và phúc lộc, còn màu xanh thì là xui xẻo. Phiếu đỏ có in hình Diệm cùng với những người trẻ trung và hiện đại, xanh thì có hình Quốc trưởng trong bộ y phục lỗi thời mà Bảo Đại không bao giờ mặc. Ngoài ra Bảo Đại nhìn có vẻ mê mẩn và béo trên phiếu, trong khi Diệm và những người xung quanh thì mỉm cười và năng động. Cuộc bỏ phiếu cho rằng bầu ủng hộ Diệm là ủng hộ dân chủ, phiếu Diệm ghi rằng "tôi phế truất Bảo Đại và công nhận Ngô Đình Diệm làm quốc trưởng đảm nhiệm thành lập chính quyền dân chủ," của Bảo Đại thì "tôi không phế truất Bảo Đại và không công nhận Ngô Đình Diệm làm quốc trưởng đảm nhiệm thành lập chính quyền dân chủ." Người đi bầu bỏ hoặc phiếu đỏ hay xanh vào thùng theo nguyện vọng và vứt phiếu kia, nghĩa là việc bỏ phiếu thật ra không bí mật.

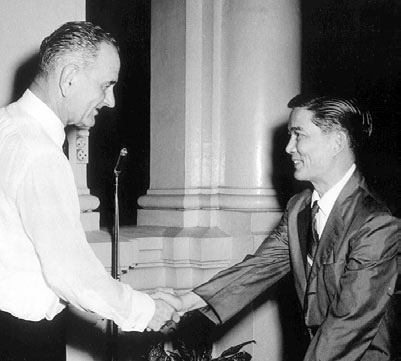
Ngô Đình Nhu (bên phải), em trai Diệm, giám sát và thao túng cuộc trưng cầu dân ý; bên trái là Phó tổng thống Mỹ Lyndon B. Johnson. (1961)

Hậu cần cuộc trưng cầu dân ý do em trai của Diệm, Ngô Đình Như sắp xếp, là lãnh đạo bí mật của Đảng cần lao cung cấp cơ sở ủng hộ cho nhà Ngô. Bạo lực và hăm dọa được ghi nhận khắp nơi, nhân viên của Nhu bảo người đi bầu vứt phiếu xanh đi, những người không tuân thường bị rượt và đánh, đôi khi còn bị xịt cả hơi cay. Những sai phạm đặc biệt rất trắng trợn ở miền Trung, nơi Ngô Đình Cẩn cai trị, tọa lạc ở cố đô Huế của nhà Nguyễn, là nơi ủng hộ của Bảo Đại. Cẩn ngăn chặn sự ủng hộ bằng cách ra lệnh cảnh sát bắt 1.200 người vì lý do chính trị trong tuần trước cuộc bỏ phiếu. Ở thành phố Hội An, vài người bị giết vì bạo lực vào ngày cuộc trưng cầu. Việc bỏ phiếu bắt đầu lúc 7h sáng và kết thúc lúc 5h chiều.

## Kiểm phiếu và kết quả
Chính phủ Diệm ấn định quy tắc thủ tục bề ngoài ra vẻ nhằm bảo đảm rằng kết quả và số phiếu chính xác và ngăn chặn gian lận bầu cử, nhưng trong thực tế thì đếm mà không có giám sát độc lập, dẫn tới Diệm được 98.9% số phiếu. Thủ tướng có 605,025 số phiếu ở Sài Gòn, dù chỉ 450,000 người đăng ký bầu, số phiếu của Diệm cũng vượt quá số người đăng ký ở các nơi khác. Báo chí Pháp cho rằng chỉ nửa số người đăng ký ở Sài Gòn đi bỏ phiếu, còn lại tẩy chay cuộc trưng cầu dân ý, ám chỉ rằng có hơn 60% số phiếu giả. Những người bênh vực Diệm phản bác lại rằng đây là bởi số người tị nạn công giáo từ Bắc Việt mới di cư xuống bỏ phiếu mà không có ghi vào danh sách, thay vì nhồi thùng phiếu quy mô lớn.
Chính quyền Diệm công bố rằng 5.335.668 người có quyền bỏ phiếu, nhưng khi kết quả tuyên bố thì có đến 5.784.752 phiếu. Chính phủ Diệm cho rằng có mẹ Bảo Đại ủng hộ ủng hộ cuộc vận động, dù Diệm đã lệnh quân đội tịch thu gia sản và trục xuất bà khỏi khu vực. Tỷ lệ bỏ phiếu và ủng hộ Diệm gần như lặp lại y hệt ở Cao nguyên Trung phần và khu vực Đồng bằng sông Cửu Long, nơi mà chính phủ cùng Quân đội quốc gia thậm chí không kiểm soát. Ở vài huyện ở ĐBSCL có ghi chép tỷ lệ bỏ phiếu ủng hộ Diệm vượt 90% số người đăng ký, dù Ba Cụt cùng dân quân ngăn việc đi bầu.
Cuộc trưng cầu dân ý bị chỉ trích hàng loạt vì tính gian lận, sử gia kiêm nhà văn Jessica Chapman nói "thậm chí những người biện hộ Diệm như Anthony Trawick Bouscaren và nhân viên tình báo Mỹ Edward Lansdale còn đồng ý với các nhà phê bình kịch liệt nhất về kết luận rằng chính phủ Việt Nam hoặc không thể hoặc không muốn tổ chức cuộc trưng cầu dân ý thật sự tự do." Báo cáo CIA viết năm 1966 đánh giá rằng đây là cuộc bỏ phiếu thao túng nhất trong 11 năm đầu tiên của Việt Nam. Chính phủ Mỹ kết luận riêng rằng độc quyền truyền thông và vận động bỏ phiếu của Diệm là yếu tố tạo nên thắng lợi thay vì hăm dọa cùng việc bỏ phiếu không bí mật. Reinhardt điện cho Washington rằng "cuộc trưng cầu dân ý là thành công rực rỡ cho chính phủ Diệm," cho biết kết quả bỏ phiếu không nhất thiết phản ảnh thật tế, thêm rằng không phải vì Diệm có đa số ủng hộ, nhưng vì có thể kiểm soát đất nước mà không có thách thức. Khả năng loại trừ Cộng sản và phe đối lập khác của Diệm làm chính phủ Mỹ phấn khởi.
Theo học giả Bernald B. Fall, "không có một chút nghi vấn rằng cuộc trưng cầu dân ý này chỉ ít gian lận hơn một chút so với bầu cử trong chế độ độc tài," nhà báo Mỹ Stanley Karnow viện dẫn đây làm bằng chứng cho "tư tưởng quan liêu" của Diệm. Chapman viết rằng "không có mức độ vận động, phong trào chống Bảo Đại hay kiềm hãm chính trị Nho giáo nào có thể giải thích thắng lợi 98% của Diệm ở một Việt Nam hỗn tạp về mặt chính trị. Chắc chắn việc tham nhũng và hăm dọa có vai trò quan trọng." Theo Buttinger, tuy chế độ quân chủ là "tàn dư mục nát của quá khứ Việt Nam" và Bảo Đại "là đại diện cuối cùng" nhưng gian lận và hăm dọa là không cần thiết, bởi dù gì Diệm cũng sẽ thắng dễ dàng. Sử gia David Anderson nói rằng chiến thắng "không thật sự vì quyền lực hay sự phổ biến của Diệm, mà do sự yếu kém của Hoàng đế, sự phân rã của phe đối lập và các yếu tố khác mới giải thích được thành công của Diệm."
| Lựa chọn                          | Số phiếu  | %      |
| --------------------------------- | --------- | ------ |
| Quân chủ                          | 63.017    | 1,09   |
| Cộng hòa                          | 5.721.735 | 98,91  |
| Phiếu không hợp lệ/trống          | 0         | –      |
| Tổng cộng                         | 5.784.752 | 100    |
| Số người đăng ký/tỷ suất bỏ phiếu | 5.335.668 | 108,42 |
| Nguồn: Direct Democracy           |           |        |

## Phản ứng và kết quả
Ba ngày sau cuộc bỏ phiếu, Diệm tuyên bố thành lập chính thể Việt Nam Cộng hòa, tự mình đảm nhận vị trí Quốc Trưởng Ông nói "cuộc trưng cầu dân ý ngày 23 tháng 10 mà nhân dân Việt Nam hăng hái tham gia là sự chấp thuận chính sách thi hành bấy lâu nay và đồng thời mở ra kỷ nguyên mới cho tương lai đất nước." Diệm nhắc lại rằng sẽ không tham gia cuộc bầu cử tái thống nhất toàn quốc, rằng đó là vô ích, trừ phi "tự do chân thật" đâm chồi nảy lộc ở Bắc Việt Cộng sản".
Cho rằng cuộc trưng cầu dân ý không hề có khác thường, chính phủ Mỹ tán dương Diệm là anh hùng của "thế giới tự do". Thượng nghị sĩ Mike Mansfield ( Đảng Dân chủ, bang Montana) nói cuộc trưng cầu dân ý "phản ảnh nỗ lực tìm kiếm một lãnh đạo biết lắng nghe yêu cầu của nhân dân Việt Nam ... họ cảm thấy rằng Diệm có thể là lãnh đạo cho họ." Mansfield từng là giáo sư lịch sử Châu Á trước khi tham gia chính trường, vì vậy quan điểm ông về Việt Nam có ảnh hưởng lớn và được các đồng nghiệp thượng nghị sĩ kính trọng. Tài liệu lưu trữ về bàn luận chính sách cho thấy Mỹ quan tâm về hình ảnh tiêu cực mà lối chính trị chuyên chế, phi dân chủ của Diệm có thể dựng lên trong cộng đồng quốc tế hơn là hậu quả của nó với đoàn kết quốc gia. Phát ngôn viên Bộ ngoại giao Mỹ nói "nhân dân Việt Nam đã cất tiếng nói và chúng tôi tất nhiên công nhận quyết định." Bộ chúc mừng nhân dân Việt Nam", rằng "Bộ ngoại giao hài lòng về việc cuộc trưng cầu dân ý, theo báo cáo, tiến hành một cách hiệu quả và trật tự và việc nhân dân Việt Nam thể hiện quyết định của họ... chúng tôi trông mong quan hệ thân thiện của chính phủ Việt Nam với Mỹ tiếp tục."
Phản ứng với thắng lợi Diệm của báo chí Mỹ phụ thuộc vào địa điểm, báo ở khu vực Mid-West coi đây là thắng lợi cho dân chủ và khen tổng thống mới là chiến sĩ dân chủ. Tuy nhiên, theo tờ The New York Times thì mức độ thắng khiến "sự kiểm soát hành chính của Diệm nhìn có vẻ rộng rãi hơn so với vài nhà quan sát ở đây đánh giá" nhưng cũng miễn cưỡng gọi cuộc bỏ phiếu là "dân chủ đúng đắn" và là "sự kính trọng công khai cho một nhà lãnh đạo cứng cỏi." Tờ Reader's Digest gọi cuộc trưng cầu là "sự ủng hộ đại chúng" và gán cho Diệm là "ánh đèn soi sáng đường cho nhân dân tự do."
Thắng lợi của Diệm giáng đòn mạnh cho địa vị của Pháp tại Việt Nam, nước cựu thực dân đã thành lập Quốc gia Việt Nam của Bảo Đại vào năm 1949; Pháp liên tục phản đối Diệm cùng các chính sách, cố cản trở nhưng không thành công. Giới truyền thông Mỹ coi thắng lợi của Diệm là dấu hiệu Mỹ sẽ là nước phương Tây duy nhất ở Việt Nam, vài người cảm thấy rằng sẽ cho phép Diệm hành quyền hiệu quả mà không có Pháp can thiệp, trong khi người khác thì lo ngại sẽ đặt gánh nặng quá lớn lên chính phủ Mỹ. Giới truyền thông, ngoại giao Pháp xem kết quả như sự sỉ nhục, trước ngày bỏ phiếu quan chức Pháp dự đoán rằng Diệm sẽ rút khỏi Liên hiệp Pháp và dùng thắng lợi làm cơ sở không tham dự bầu cử tái thống nhất toàn quốc. Theo truyền thông Pháp, cuộc bỏ phiếu phi dân chủ và là kế hoạch phá hoại việc tái thống nhất quốc gia của Mỹ, nhưng sau đó Pháp cũng sớm công nhận nước Cộng hòa Việt Nam.
Diệm cắt đứt quan hệ kinh tế với Pháp vào ngày 9 tháng 12 năm 1955 và rút khỏi Liên hiệp Pháp sau đó. Liên Xô lẫn Trung Quốc đều không phản đối công khai hành vi thành lập quốc gia mới ở miền Nam Việt Nam của Diệm. Tuy nhiên, khi Diệm bị phế truất và ám sát vào năm 1963, Pháp nhập khẩu 46.3% hàng hóa xuất khẩu và chiếm phần lớn đầu tư nước ngoài vào Việt Nam Cộng Hòa , văn hóa Pháp cùng tiếng Pháp vẫn giữ được ảnh hưởng rõ ràng.
Tháng 1 năm 1956, không có cơ quan lập pháp và hiến pháp, Diệm dùng toàn quyền để giải tán Hội đồng cách mạng bằng cách tiến hành bố ráp cánh sát các thành viên, buộc những người từ Cao Đài và Hòa Hảo đã ủng hộ ủng phải chạy trốn; kết quả là họ quay lại phản Diệm.